# Quédate (Canción de Zen)
«Quédate» es una canción compuesta y escrita por la banda peruana de rock alternativo, Zen, perteneciente al segundo álbum de estudio, "Revelación", publicado en 2005.

## Historia
En una entrevista con un medio local, Jhovan Tomasevich, vocalista de la banda Zen, reveló que, en un principio, la canción ‘Quédate’ no iba a ser incluida en el segundo disco de la banda. Luego, explicó al final, el por qué decidieron poner la canción dentro del disco.

«"Como teníamos solo ocho canciones, dijimos: ‘bueno, aunque sea que vaya de relleno’ y entró de relleno y fue la canción que más pegó del disco que más se vendió y fue la canción que nos permitió presentarnos por muchas partes, por no decir por todo el Perú",»
señaló.

## Créditos
- Jhovan Tomasevich: Voz y guitarra
- Alec Marambio: Primera guitarra
- Diego Larrañaga / Noel Marambio: Bajo
- Giorgio Bertoli: Batería